# Hazel Assender
Hazel Elaine Assender, CPhys es una física británica acreditada por el Institute of Physics (IOP) es Catedrática en Ciencia de materiales en el Departamento de Materiales de la Universidad de Oxford. Es una experta en química de polímeros, electrónica impresa y nanomateriales. Está afiliada como miembro distinguido al Linacre College de Oxford.

## Educación
Estudió Natural Sciences Tripos en la Universidad de Cambridge, graduándose en 1990.  Ese mismo año comenzó sus estudios de doctorado en el Departamento de Ciencia de Materiales y Metalurgia de la Universidad de Cambridge, y presentó su tesis titulada “Microestructuras inducidas magnéticamente en cristales líquidos poliméricos”  en 1994.

## Carrera investigadora
Tras dos años como investigadora post doctoral, en 1996 Hazel se incorporó como profesora en el Departamento de Materiales de la Universidad de Oxford, centrando su investigación en el estudio de láminas delgadas y recubrimientos de polímeros sobre substratos poliméricos. Durante su tiempo en Oxford ha acumulado una gran experiencia en la técnica de deposición roll-to-roll, barreras de gas, materiales fotovoltaicos y electrónica de polímeros (incluyendo transistores y circuitos). Desde que dio a luz a su segundo hijo ha trabajado al 80% de una jornada completa.
En 2001, Hazel coeditó el libro “Materiales Aeroespaciales” con Brian Cantor y Patrick Grant. En 2015 participó en el foro ‘Worshipful Company of Armourers and Brasiers Company’, en la Universidad de Cambridge (importante evento en el calendario académico de Reino Unido sobre Ciencia de Materiales) destacando la importancia del proceso roll-to-roll en vacío para la preparación de láminas delgadas poliméricas y electrónicas.
Hazel colabora con diferentes instituciones a lo largo de todo el Reino Unido, y en la actualidad es miembro del Centro de Doctorado en Plásticos Electrónicos (junto con compañeros de la Universidad de Oxford, Imperial College London y Queen Mary University of London). Su deseo de resolver retos industriales constituye una fuente de inspiración para llevar a cabo sus trabajos de investigacriyectopseacentra en jo ha considerado dispositivos electrónicos portátiles como parte del Consorcio en tecnologías portátiles y flexibles (WAFT) con colegas de las Universidades de Oxford, Southampton y Exeter.